# Alfabeto norvegese
L'alfabeto norvegese è composto da 29 lettere, si basa sull'alfabeto latino. Aggiunge (dall'alfabeto internazionale) tre grafemi: Æ, Ø, Å. Ecco l'intero alfabeto:
| Lettere maiuscole | Lettere maiuscole | Lettere maiuscole | Lettere maiuscole | Lettere maiuscole | Lettere maiuscole | Lettere maiuscole | Lettere maiuscole | Lettere maiuscole | Lettere maiuscole | Lettere maiuscole | Lettere maiuscole | Lettere maiuscole | Lettere maiuscole | Lettere maiuscole | Lettere maiuscole | Lettere maiuscole | Lettere maiuscole | Lettere maiuscole | Lettere maiuscole | Lettere maiuscole | Lettere maiuscole | Lettere maiuscole | Lettere maiuscole | Lettere maiuscole | Lettere maiuscole | Lettere maiuscole | Lettere maiuscole | Lettere maiuscole |
| ----------------- | ----------------- | ----------------- | ----------------- | ----------------- | ----------------- | ----------------- | ----------------- | ----------------- | ----------------- | ----------------- | ----------------- | ----------------- | ----------------- | ----------------- | ----------------- | ----------------- | ----------------- | ----------------- | ----------------- | ----------------- | ----------------- | ----------------- | ----------------- | ----------------- | ----------------- | ----------------- | ----------------- | ----------------- |
| A                 | B                 | C                 | D                 | E                 | F                 | G                 | H                 | I                 | J                 | K                 | L                 | M                 | N                 | O                 | P                 | Q                 | R                 | S                 | T                 | U                 | V                 | W                 | X                 | Y                 | Z                 | Æ                 | Ø                 | Å                 |
| Lettere minuscole |                   |                   |                   |                   |                   |                   |                   |                   |                   |                   |                   |                   |                   |                   |                   |                   |                   |                   |                   |                   |                   |                   |                   |                   |                   |                   |                   |                   |
| a                 | b                 | c                 | d                 | e                 | f                 | g                 | h                 | i                 | j                 | k                 | l                 | m                 | n                 | o                 | p                 | q                 | r                 | s                 | t                 | u                 | v                 | w                 | x                 | y                 | z                 | æ                 | ø                 | å                 |

## Nomi delle lettere
- A, a: / ɑː
- B, b: / beː
- C, c: / seː
- D, d: / deː
- E, e: / eː
- F, f: / ɛf
- G, g: / ɡeː
- H, h: / hɔː
- Io, io: / iː
- J, j: / jeː
- K, k: / kɔː
- L, l: / ɛl
- M, m: / ɛm
- N, n: / ɛn
- O, o: / uː
- P, p: / peː
- Q, q: / kʉː
- R, r: / ɛr
- S, s: / ɛs
- T, t: / teː
- U, u: / ʉː
- V, v: / veː
- W, w: / dɔbəlveː ù
- X, x: / ɛks
- Y, y: / yː
- Z, z: / sɛt
- Æ, æ: / æː
- Ø, ø: / øː
- Å, å: / ɔː

## Utilizzo e pronuncia delle lettere
- A: quando è breve si pronuncia come la a italiana, quando è lunga, come in tak, tetto, il suono è segnalato graficamente con un punto dopo la vocale, quindi tak si scriverà [ta.k].
- B: si pronuncia come la b italiana.
- C: si pronuncia come la s sorda italiana di secco.
- D: all'inizio di una parola, si pronuncia come la d italiana; alla fine della parola è muta o semimuta, oppure fa raddoppiare il suono della consonante precedente.
- E: si pronuncia in sillaba aperta e nei prefissi be- e ge-; in sillaba chiusa è più larga; in sillaba finale non accentata la si sente poco. La e lunga è segnalata con un punto dopo la vocale. Nei pronomi de e De suona come la i italiana.
- F: come la f italiana.
- G: come la g gutturale di gatto all'inizio di una parola: grønn [grönn], verde, mentre è generalmente muta nelle parole che terminano in -ig, come ad esempio in rolig [ru'li.], tranquillo. La combinazione gn ha un suono nasale simile a quello di signore. Gi e gj si pronunciano come una i allungata semiconsonantica con un suono che assomiglia alla i delle parole francesi fille, ragazza e famille, famiglia. Si noti la pronuncia dei pronomi jeg [iéi], io, deg [déi], te o ti e seg [séi], sé o si.
- H: si pronuncia aspirata come nel verbo tedesco haben, avere, o nell'inglese home, casa: per farci un'idea della pronuncia dell'h in norvegese prendiamo la parola hus, casa, nella quale si aspira l'h. Davanti alla v non si pronuncia: hvor [vur], dove e hvem [vem], chi.
- I: generalmente come la i italiana.
- J: generalmente come la i italiana: jord [iurd], terra.
- K: ha sempre il valore di c gutturale come nell'italiano caro e viene trascritta con k: kost [kust], scopa. Ky e kj si pronunciano come il ch tedesco in fine parola: kjope, acquistare e kylling, pollo.
- L: come la l italiana.
- M: come la m italiana.
- N: come la n italiana. Ng ha un suono nasale e gutturale del corrispondente gruppo tedesco e inglese: lunge, polmone.
- O: in linea di massima si pronuncia u, salvo indicazione diversa.
- P: come la p italiana.
- Q: si trova raramente e solo in parole di origine straniera. Viene pronunciata kv.
- R: come la r italiana. Alcune volte, però, è semimuta. Combinata con la s si trasforma in s impura, come nella parola morsom [musciom], divertente.
- S: come la s sorda italiana di sole: sol [su.l], sole, salt, sale. Non esiste in norvegese la s sonora di rosa. Sl si pronuncia scl: slange [sclange], serpente. Sj, ski, skj e sky si pronunciano come l'sc nella parola sciocco: sjel [scel], anima, ski [sci], sci, skjønne [sciönne], capire, sky [sci], nuvola.
- T: come la t italiana. In finale, dopo la r ha generalmente un suono schiacciato simile alla t inglese.
- U: alcune volte come la u italiana, ma più spesso come la ü tedesca: dum, stupido, hus [hüs], casa.
- V: come la v italiana. Alcune volte, in fine parola, è muta o semimuta.
- W: appare raramente e solo nelle parole di origine straniera e viene pronunciata ve.
- X: appare raramente e solo in parole di origine straniera e viene pronunciata ks.
- Y: viene pronunciata come la ü tedesca molto chiusa e prolungata.
- Z: è poco frequente perché viene trovata solo nelle parole straniere, viene comunque pronunciata s.
- Æ: ha un suono vocalico intermedio tra la a e la e larga: ricorda il suono francese ei di neige, neve, e viene sempre trascritta come é.
- Ø: è una œ aperta, simile alla eu francese di beurre, burro. Viene trascritta come ö: føle [föle], sentire.
- Å: si pronuncia come una o italiana molto larga e si trascrive ó: hånd [hónd], mano.

## Diacritici
Nella lingua norvegese vengono usati due tipi di standard di scrittura: il Bokmål e il Nynorsk.
Il Bokmål è scritto nella maggior parte dei casi senza segni diacritici. Ad eccezione di una parola, cioè fôr, tradotto in: per. Dalla parola fôr nascono qualsiasi altre parole composte, ad esempio kåpefôr (rivestimento per mantello) e dyrefôr (alimenti per animali).

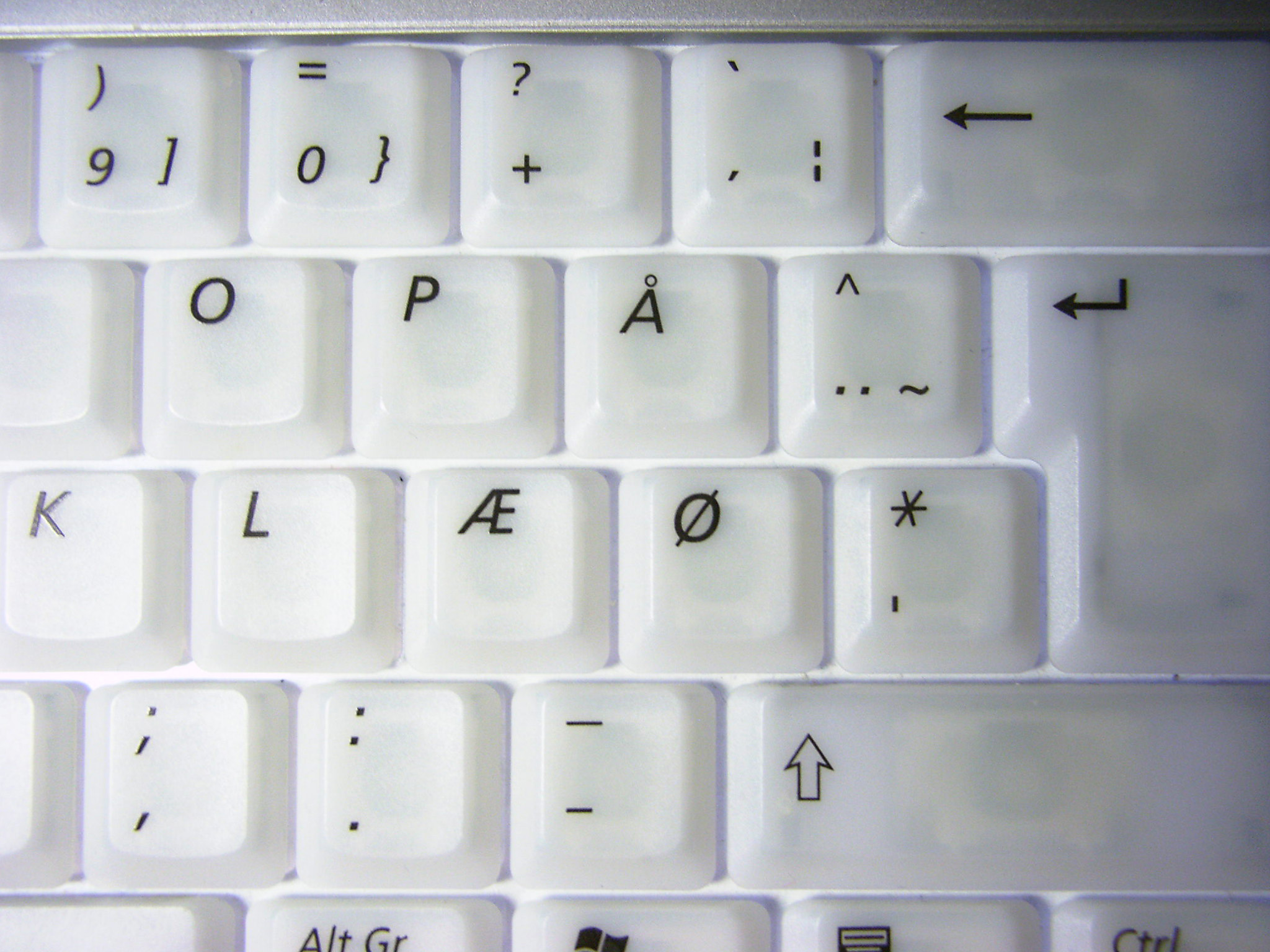
Una tastiera norvegese, con i caratteri speciali.

Ci sono anche un minimo numero di parole che usano accento acuto. Le parole in questione sono allé (viale), diaré (diarrea), kafé (caffè), idé (idea), entré (ingresso), komité (comitato), kupé (compartimento), moské (moschea), supé (cena), trofé (trofeo) e diskré (discreto). Infine, l'accento acuto può anche essere usato per distinguere: en (un, articolo indeterminativo) da én (uno).
Il Nynorsk, al contrario, usa diverse lettere con segni diacritici: é, è, ê, ó, ò, â e ô. I segni diacritici non sono obbligatori, ma possono diventarlo per chiarire il significato di alcune parole omonime. Un esempio è ein gut (un ragazzo, "un" utilizzato in senso di articolo) e éin gut (un ragazzo, "un" utilizzato come numero, cioè "uno"). Le vocali norvegesi æ, ø e å non prendono mai segni diacritici. Un comune esempio, che rappresenta, come il Nynorsk, possa cambiare una parola dall'altra, come for:
- for (preposizione: per o a), pronunciato / ˈfɔrː /
- fór (verbo: andato nel senso di sinistra), pronunciato / ˈfuːr /
- fòr (sostantivo: solco, usato solo nel Nynorsk), pronunciato / ˈfɔːr /
- fôr (sostantivo: foraggio), pronunciato / ˈfuːr /, il circonflesso indica l'elisione dell'edh, dall'ortografia norrena (foðr → fôr; veðr → vêr)
- fôr (nome + preposizione: fodera del, detto riferendosi ad in un indumento)

Si può presentare, in alcune parole, la cediglia, ma solo per una sostituzione dei due grafemi ac. La c viene pronunciata come una s. Alcuni esempi:
- Françoise (nome proprio: Francesca)
- provençalsk (sostantivo: provenzale, un dialetto occitano)

## Digitazione
Nelle tastiere "standard", come quella americana o italiana, non vengono aggiunti i tasti per i grafemi Æ, Ø, Å. Per questo si devono aggiungere attraverso delle composizioni di tasti.
Vediamo la prima lettera: Æ. Essa viene digitata con la sequenza Alte 145, per æ; Alte 146 per il maiuscolo (per MacOS si digita Alte y; Alt e Alt+⇧ e y).
Invece per Ø dobbiamo digitare: Alte 0216 per la forma minuscola; Alte 0248 per il maiuscolo (per MacOS si digita Alte o; Alte Alt+⇧ e o).
Per il grafema Å bisogna digitare: Alte 143 per la forma minuscola; Alte 134 per il maiuscolo (per MacOS si digita Alte a; Alt+⇧ e a).